# Pijnacker
Pijnacker é uma cidade e um subúrbio da província dos Países Baixos de Holanda do Sul. Faz fronteira com Zoetermeer a norte, por Nootdorp a noroeste, por Delfgauw a sudoeste, por Roterdão (especificamente Overschie ) a sul e por Berkel en Rodenrijs a leste.
Pijnacker era um município separado até 2002, quando se fundiu com Nootdorp para formar Pijnacker-Nootdorp, que faz parte da Grande Haia. No entanto, Pijnacker não faz fronteira com Haia (Nootdorp faz), e faz fronteira com Roterdão, então pode ser mais preciso vê-lo como um subúrbio de Roterdão, em vez de um subúrbio de Haia, especialmente desde Nootdorp e Pijnacker, embora tecnicamente contíguo, tem cerca de 2 km de natureza entre eles. Embora possa parecer estranho que as duas cidades queiram se fundir, eles o fizeram preventivamente para evitar a potencial anexação pelas cidades.
Pijnacker tem duas paradas  na Randstadrail E-lijn entre Haia e Roterdão : Pijnacker Centrum e Pijnacker-Zuid.
Em e ao redor de Pijnacker existem grandes e atraentes áreas naturais, das quais uma é Ackerdijkse Plassen, uma das áreas de pássaros mais importantes da Holanda.

## Burgos
- Centrum (centro)
- Koningshof
- Noord (Norte)
- Klapwijk
- Tolhek
- Keijzershof
- Ackerswoude (parcialmente construído, ainda não concluído)
- Tuindershof (ainda não foi construído)

## Estruturas significativas
Um dos edifícios dominantes em Pijnacker é a igreja católica H. Joannes de Dooper na rua principal da cidade, a Oostlaan. É um marco registado, número 525173. Embora já tenha sido uma paróquia com um padre em tempo integral, a Igreja de São João Batista (Pijnacker)  agora está ligada à Igreja de São Bartolomeu (Nootdorp) para formar uma paróquia dentro da "Federação Paroquial de Oostland" dentro da Diocese Católica Romana de Roterdão

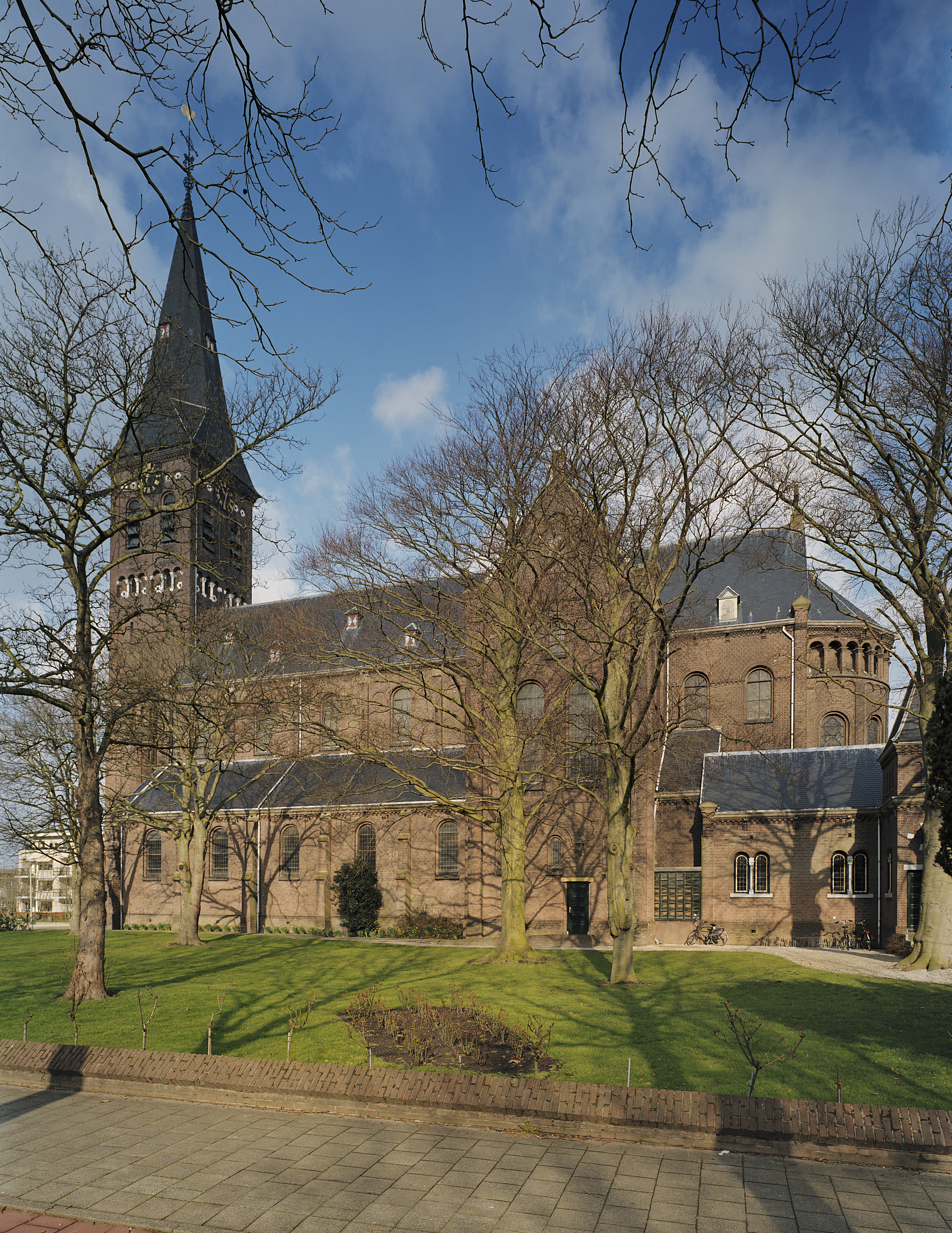
Vista do lado sul da Igreja Católica de São João Batista no Oostlaan

## Ligações externas

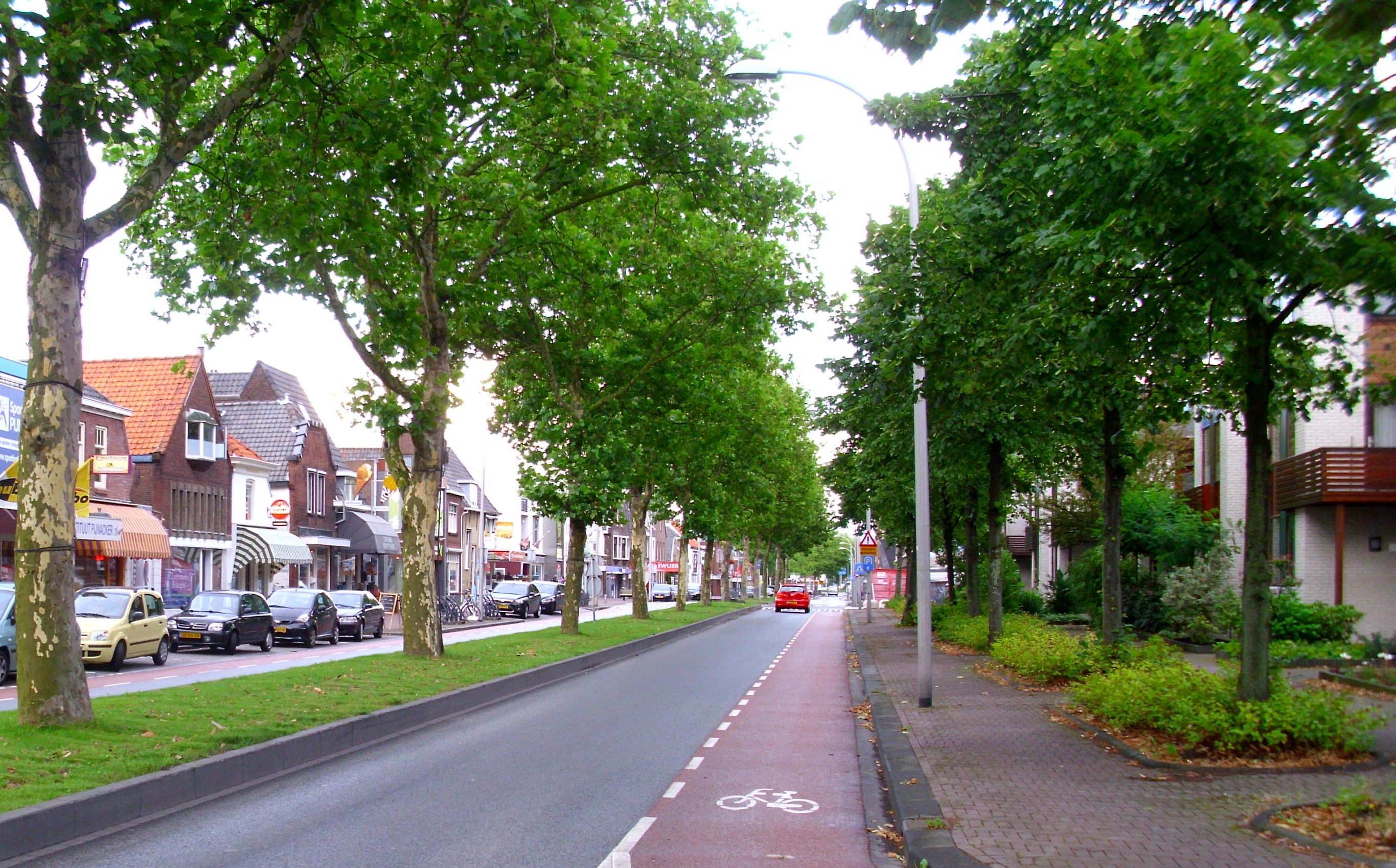
Uma rua (oostlaan) em Pijnacker

## Residentes notáveis
- Mabel Wisse Smit
- Tarik Z., atirador falso